# 昭苏乳菀
昭苏乳菀（学名：Aster regelii）是菊科紫菀属的植物。分布在俄罗斯以及中国大陆的新疆等地，生长于海拔2,100米的地区，一般生于山间盆地，目前尚未由人工引种栽培。